# François Truffaut
François Truffaut (6 tháng 2 năm 1932 - 21 tháng 10 năm 1984) là một trong các nhà làm phim đã tạo ra phong trào Làn sóng mới của Pháp. Với bộ phim truyện đầu tay The 400 Blows (Les Quatre Cent Coups) vào năm 1959 Truffaut đã đề cử giải Cành Cọ Vàng (Palme d'or) tại Liên hoan phim Cannes.

## Phim
- 1955 - Une visite
- 1957 - Les Mistons
- 1958 - Une histoire d'eau, cùng với Jean-Luc Godard
- 1959 - Les Quatre Cent Coups
- 1960 - Tirez sur le pianiste
- 1961 - Tire au flanc
- 1962 - Jules et Jim
- 1962 - L'Amour à vingt ans: Antoine et Colette
- 1964 - La Peau douce
- 1966 - Fahrenheit 451
- 1968 - La Mariée était en noir
- 1968 - Những nụ hôn bị đánh cắp (Baisers volés)
- 1969 - La Sirène du Mississippi
- 1969 - L'Enfant sauvage
- 1970 - Domicile conjugal (Tổ ấm gia đình)
- 1971 - Les Deux Anglaises et le continent
- 1972 - Une belle fille comme moi
- 1973 - La Nuit américaine
- 1975 - L'Histoire d'Adèle H.
- 1976 - L'Argent de poche
- 1977 - L'Homme qui aimait les femmes
- 1978 - La Chambre verte
- 1979 - L'Amour en fuite (Tình Yêu Trốn Chạy)
- 1980 - Le Dernier Métro, đoạt giải César cho phim và đạo diễn hay nhất năm
- 1981 - La Femme d'à côté
- 1983 - Vivement dimanche!

## Diễn viên nổi tiếng trong phim Truffaut
- Isabelle Adjani trong L'Histoire d'Adèle H.
- Fanny Ardant, người bạn trong những ngày cuối đời của Truffaut và mẹ của con gái ông (Joséphine), trong La femme d'à côté và Vivement dimanche!
- Claude Jade trong vai Christine trong Baisers volés, Domicile conjugal và L'Amour en fuite
- Nathalie Baye trong La Nuit américaine và La Chambre Verte
- Jean-Paul Belmondo trong La Sirène du Mississippi
- Jacqueline Bisset trong La Nuit américaine
- Catherine Deneuve trong La Sirène du Mississippi và Le Dernier Métro
- Charles Denner trong La mariée était en noir và L'Homme qui aimait les femmes
- Gérard Depardieu trong Le Dernier Métro
- Bernadette Lafont trong Les Mistons và Une belle fille comme moi
- Jean-Pierre Léaud trong Baisers volés, Domicile conjugal và L'Amour en fuite
- Jean-François Stévenin fut lui aussi révélé par Truffaut.
- Jeanne Moreau trong Jules et Jim và La mariée était en noir